# 수리부엉이

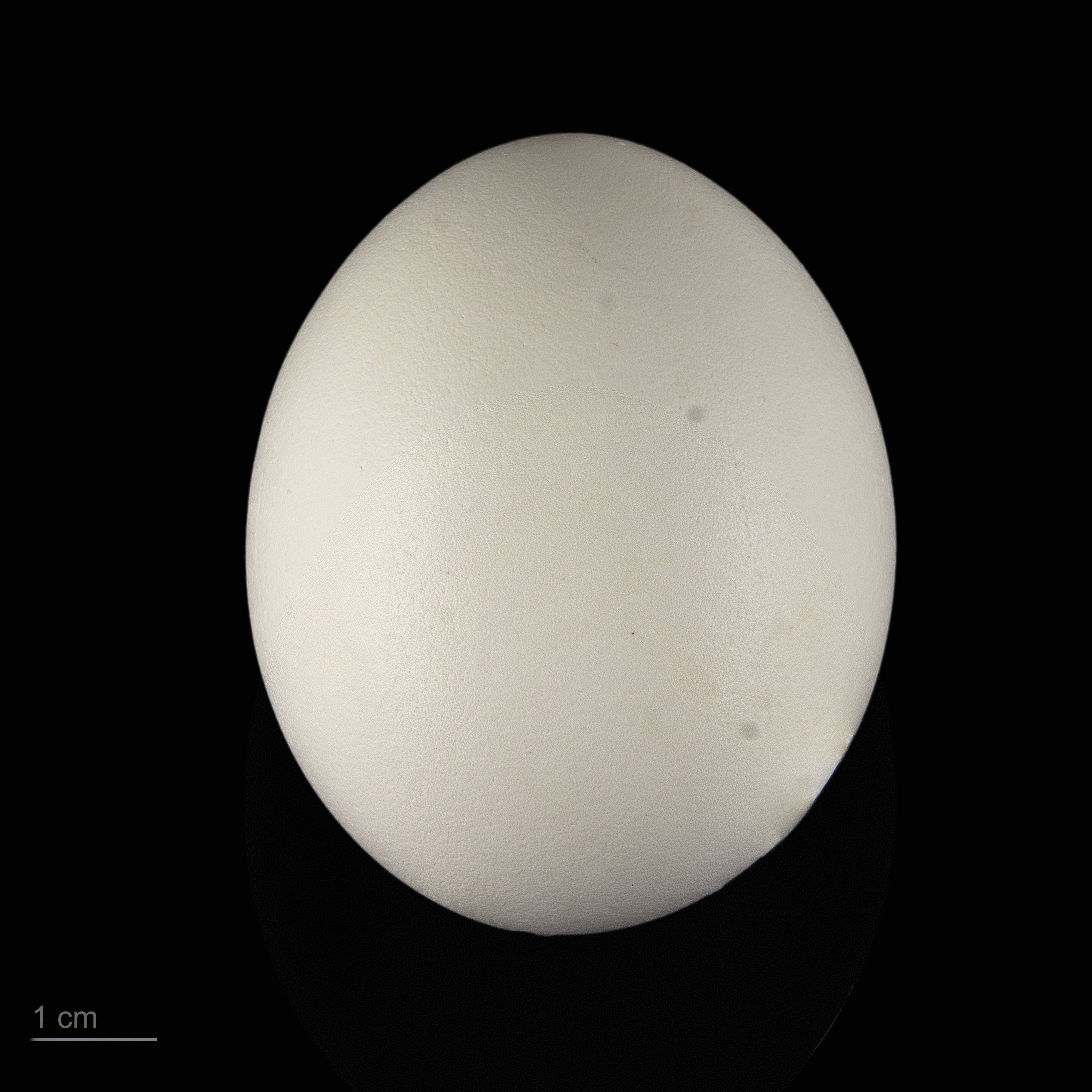
Bubo bubo bubo

수리부엉이(영어: Eurasian eagle-owl)는 올빼미목 올빼미과. 몸길이는 50cm
부엉이 중에서도 미국의 큰뿔부엉이 다음으로 제일 사나우며, 몸집이 큰 편이다. 나무구멍의 집속에 꿩, 토끼, 쥐, 개구리, 도마뱀 등 먹이들을 저장한다. 서양에서는 '지혜의 상징'이었던 반면, 동양에서는 고양이 얼굴을 닮은 매라고 하여 '묘두응(猫頭鷹)'이라고 한다. 대한민국은 멸종위기종 2급·천연기념물 324-2호로 지정되어 보호를 받고 있다. 학명은 Bubo bubo.

## 개요
- 수리부엉이의 몸길이는 약 70cm이다. 대형 조류이며 머리에 난 귀 모양 깃털이 특징적인데, 그 크기가 칡부엉이의 2배나 된다.
- 몸 전체가 황갈색을 띠며, 가슴·등·날개에는 검은 줄무늬가 있다. 그 밖의 부분에는 암갈색 무늬가 있다.
- 한국에서는 드문 텃새로 중부 이북 지방의 깊은 산 암벽과 강가의 절벽에서 생활한다.
- 낮에는 곧게 선 자세로 나뭇가지나 바위에 앉아 있고 야행성이라서 밤에 활동한다. 주로 꿩, 산토끼, 집쥐, 생쥐, 시궁쥐, 곰쥐, 들쥐, 등줄쥐, 비단털들쥐, 비단털등줄쥐, 땃쥐, 오리, 두더지, 다람쥐, 하늘다람쥐, 날다람쥐, 청설모, 메추라기, 개구리, 도마뱀, 장지뱀, 비둘기 따위를 사냥해 먹는다. 때로는 자기 몸집보다 큰 고라니를 추적하기도 하고 가끔은 검은머리갈매기의 알과 갓 태어난 새끼들을 노리기도 한다.

## 이름 유래
- 우리 조상들이 흔히 부엉이라고 부르던 것이 바로 야행성 올빼미과 맹금류인 수리부엉이다. 수리처럼 크고 용맹해서 생물학계에서 수리부엉이라고 부르게 되었는데, 아마도 과거에 원로 학자들이 우리말로 새의 이름을 정할 때는 항상 일본 이름인 와시미미즈쿠(ワシミミズク)와 영어 이름(Eurasian eagle owl)을 참고해 지은 것으로 여겨진다고 한다. 일본어로 수리를 뜻하는 말이 와시(ワシ)이고 영어로는 이글(eagle)이기 때문이다. 수리부엉이를 뜻하는 한자 이름도 많다고 한다. 우선 먼저 각치(角鴟)나 목토(木兎)처럼 뿔(角)이나 토끼(兎)라는 뜻이 들어간 것은 바로 수리부엉이의 머리 양쪽에 솟아 있는 귀깃 때문에 붙은 이름이라고 한다. 그리고 야묘(夜猫), 야묘자(夜猫子), 묘아(猫兒), 묘아두(猫兒頭), 묘두(猫頭), 묘두응(猫頭鷹) 등 고양이(猫)와 관련된 별명이 여럿이나 있다고 한다. 그러나 맹금류인 수리부엉이의 별명 중의 '야묘(夜猫)'라는 뜻은 주로 '밤(夜) 고양이(猫)'라는 뜻으로 특히 수리부엉이의 얼굴과 눈이 마치 고양이(猫)와 닮았고, 주로 밤(夜)에 활동하면서 고양이(猫)처럼 쥐를 잘 잡아먹기 때문에 붙은 별명이다. 그래서 수리부엉이는 고양이(猫)를 닮은 새(鳥), 조류계의 고양이(猫)라고 불린다. 그 외에도 치휴(鴟鵂), 치효(鴟梟), 휴류(鵂鶹), 모치(茅鴟) 등으로도 불린다.

## 대한민국
- 올빼미와 부엉이류는 오염된 먹이로 인해서 생존에 심각한 위협을 받고 있으며 번식지를 비롯한 월동지와 서식지의 파괴, 약물 투약으로 인한 중독 및 인간에 의한 마구잡이 등의 원인으로 나날이 개체수가 감소하고 있다. 올빼미와 부엉이류는 국제적으로 보호되고 있는 새들로서 대한민국에서도 10종 중 7종을 천연기념물로 지정하여 보호하고 있다.
- 2018년 10월 31일 문화재청은 수리부엉이에 대한 천연기념물(동물) 현상변경 허가권한(죽은 것에 대한 매장 또는 소각하는 행위의 허가 및 그 취소)을 특별자치시장, 특별자치도지사, 시장·군수·구청장에게 위임하였다.[8]
- 환경부 지정 멸종위기 야생생물 Ⅱ급에 속해 있다.

## 미디어
- 2012년 4월 : SBS TV의 《TV 동물농장》에서 수리부엉이 90일의 기록과 관련된 이야기를 수시로 다룬 적이 있음.
- 2020년 4월 : 유튜버의 자연다큐 만경강tv에서는 수리부엉이가 황소개구리를 사냥하는 장면이 포착되었다.

## 같이 보기
- 검독수리
- 부엉이

## 참고 문헌
- 밤의 제왕 수리부엉이 ISBN 978-89-5820-147-2|
- 수리부엉이 - 국가유산청 국가유산포털
- 한반도 생물자원 포털 수리부엉이